# Puig de Son Seguí
El Puig de Son Seguí és una elevació muntanyosa situda a 320 m., en els termes municipals de Santa Maria del Camí, Marratxí i Santa Eugènia, a Mallorca. El puig està cobert de pinars i inclou les possessions de Son Collet, Son Borràs, Son Crespí i Son Seguí, a Santa Maria, que integren la comarca coneguda com a Passatemps. En el terme de Santa Eugènia hi trobam: ses Rotes, ses Coves, es Rafal, ses Olleries i Son Tano. A Marratxí inclou la part oriental de Pòrtol. Per la part sud confronta amb les elevacions de Puntiró, ja a Palma, en l'actualitat amb la urbanització de Pòrtol Nou.
Prop del cim, en el terme de Santa Maria del Camí, s'hi troba l'ermita de la Mare de Déu de la Pau, amb la celebració d'un pancaritat tradicional el diumenge de l'Àngel en el qual hi participen els pobles de Santa Maria, Santa Eugènia, Pòrtol i sa Cabaneta.